# Por un amor (álbum de Sacha Sokol)
Por un amor es el sexto álbum de larga duración (y séptimo en su carrera como solista) de la mexicana Sasha Sokol lanzado al mercado en 2004 por MudPie Records como distribuidora.
Dando una vuelta a su estilo y, después de 7 años de no saber nada de ella, Sasha graba un disco de rancheras muy a su estilo.  Desafortunadamente es el disco con menos ventas de la artista.

## Temas
| N.º | Título                        | Escritor(es)                                                       | Duración |  |
| 1.  | «Por un amor»                 | Gilberto Parra                                                     | 3:31     |  |
| 2.  | «Te solté la rienda»          | José Alfredo Jiménez                                               | 3:50     |  |
| 3.  | «El crucifijo de piedra»      | Hermanos Cantoral                                                  | 3:51     |  |
| 4.  | «Arrastrando la cobija»       | Cuco Sánchez                                                       | 2:29     |  |
| 5.  | «La cucaracha»                | Dominio Público / Letra adicional: Sasha Sokol / Mildred Villafañe | 3:41     |  |
| 6.  | «De los pies hasta la frente» | Jorge Montana                                                      | 3:52     |  |
| 7.  | «Ella»                        | José Alfredo Jiménez                                               | 3:38     |  |
| 8.  | «En la borrachera»            | Toya Arechabala                                                    | 2:23     |  |
| 9.  | «El gustito»                  | Epidio Ramírez                                                     | 3:14     |  |
| 10. | «La noche de mi mal»          | José Alfredo Jiménez                                               | 2:57     |  |
| 11. | «Paloma negra»                | Tomás Méndez                                                       | 3:32     |  |
| 12. | «Cuando sale la luna»         | José Alfredo Jiménez                                               | 4:59     |  |
| 13. | «Al amanecer»                 | Ramón Gutiérrez Hernández                                          | 5:41     |  |